# Filippinerna i olympiska sommarspelen 1976
Filippinerna deltog i de olympiska sommarspelen 1976 med en trupp bestående av 14 deltagare. Ingen av landets deltagare erövrade någon medalj.

## Boxning
Lätt flugvikt
- Eduardo Baltar
  1. Första omgången — förlorade mot Armando Guevara (VEN), 0:5

Bantamvikt
- Reynaldo Fortaleza

Fjädervikt
- Ruben Mares

## Friidrott
Herrarnas maraton
- Victor Idava — 2:38:23 (→ 57:e plats)